# Гать (Октябрьский район)
Гать (бел. Гаць) — деревня в Ломовичском сельсовете Октябрьского района Гомельской области Беларуси.

## География

### Расположение
В 8 км на юго-восток от Октябрьского, 12 км от железнодорожной станции Рабкор (на ветке Бобруйск — Рабкор от линии Осиповичи — Жлобин), 212 км от Гомеля.

### Гидрография
На востоке и юге мелиоративные каналы.

## Транспортная сеть
На автомобильной дороге Октябрьский — Озаричи. Состоит из десятка улиц. В 1991—92 годах дополнительно построено 50 кирпичных домов, в которых разместились переселенцы из населенных пунктов, загрязнённых радиацией в результате катастрофы на Чернобыльской АЭС.

## История
По письменным источникам известна с XV века как селение в Мозырьском повете Минском воеводстве Великого княжества Литовского. В 1495 году упоминается в Литовской метрике.
После 2-го раздела Речи Посполитой (1793 год) в составе Российской империи. С начала XIX века в составе поместья Рудобелка, принадлежала барону А. Е. Врангелю, затем генерал-майору А. Ф. Лилиенфельду. Обозначена на карте 1866 года, использовавшейся Западной мелиоративной экспедицией, работавшей в этом районе в 1890-е годы. В 1908 году — в Рудобельской волости Бобруйского уезда Минской губернии.
В 1921 году открыта школа, для которой, в 1922 году, выделено 2 десятины земли. В 1929 году организован колхоз «Красный партизан», с 1934 года работала кузница. Начальная школа в 1930-е годы преобразована в семилетнюю. Во время Великой Отечественной войны партизаны разгромили опорный пункт, созданный немецкими оккупантами, в апреле 1942 года каратели сожгли 9 дворов и убили 9 жителей. 41 житель погиб на фронте. С 20 сентября 1944 года до 16 июля 1954 года центр Гатского сельсовета Октябрьского района Бобруйской, с 8 января 1954 года Гомельской областей. Согласно переписи 1959 года центр подсобного хозяйства «Заозерье» Октябрьского районного Производственного объединения «Сельхозхимия». Действуют животноводческий комплекс, средняя школа (в 1995 году построено новое кирпичное здание), детский сад, Дом культуры, библиотека, фельдшерско-акушерский пункт, отделение связи, магазин.

## Население

### Численность
- 2004 год — 188 хозяйств, 453 жителя.

### Динамика
- 1897 год — 30 дворов, 115 жителей (согласно переписи).
- 1908 год — 39 дворов.
- 1924 год — 276 жителей.
- 1940 год — 48 дворов.
- 1959 год — 255 жителей (согласно переписи).
- 2004 год — 188 хозяйств, 453 жителя.

## Культура
- Гатский сельский Дом культуры — филиал ГУК «Центр культурно-досуговой деятельности Октябрьского района»
- Краеведческий музей ГУО «Гатский детский сад - базовая школа» Октябрьского района (1998 г.)